# Théo Ceccaldi
Théo Ceccaldi est un violoniste et altiste français né le 5 mai 1986 à Pithiviers. Il remporte en 2017 les Victoires du jazz dans la catégorie Révélation instrumentale de l'année.

## Biographie
Formé sur la voie classique, il a eu un Premier Prix de violon, d’écriture et de musique de chambre en 2004.
En 2010, il crée le Théo Ceccaldi Trio, accompagné par son frère violoncelliste Valentin Ceccaldi et le guitariste Guillaume Aknine, faisant le lien entre tradition chambriste occidentale et improvisation libre. Ce groupe est lauréat du Tremplin Orléans'Jazz de 2011.
Il remporte en 2014 le dispositif Jazz Migration du collectif de diffuseurs AJC.
Membre fondateur du collectif orléanais Tricollectif, le violoniste participe activement en parallèle à une série de formations dont le quartet du pianiste Roberto Negro (avec notamment Élise Caron), le Power Trio In Love With du batteur Sylvain Darrifourcq, l’ONJ d’Olivier Benoît qu'il intègre en 2014, le quatuor à cordes de musiques improvisées iXi de Régis Huby et Guillaume Roy, le quartet franco-allemand qÖÖlp avec les Berlinois Christian Lillinger et Ronny Graupe, le trio européen Velvet Revolution de Daniel Erdmann, ainsi que le nouveau tentet de Joëlle Léandre.

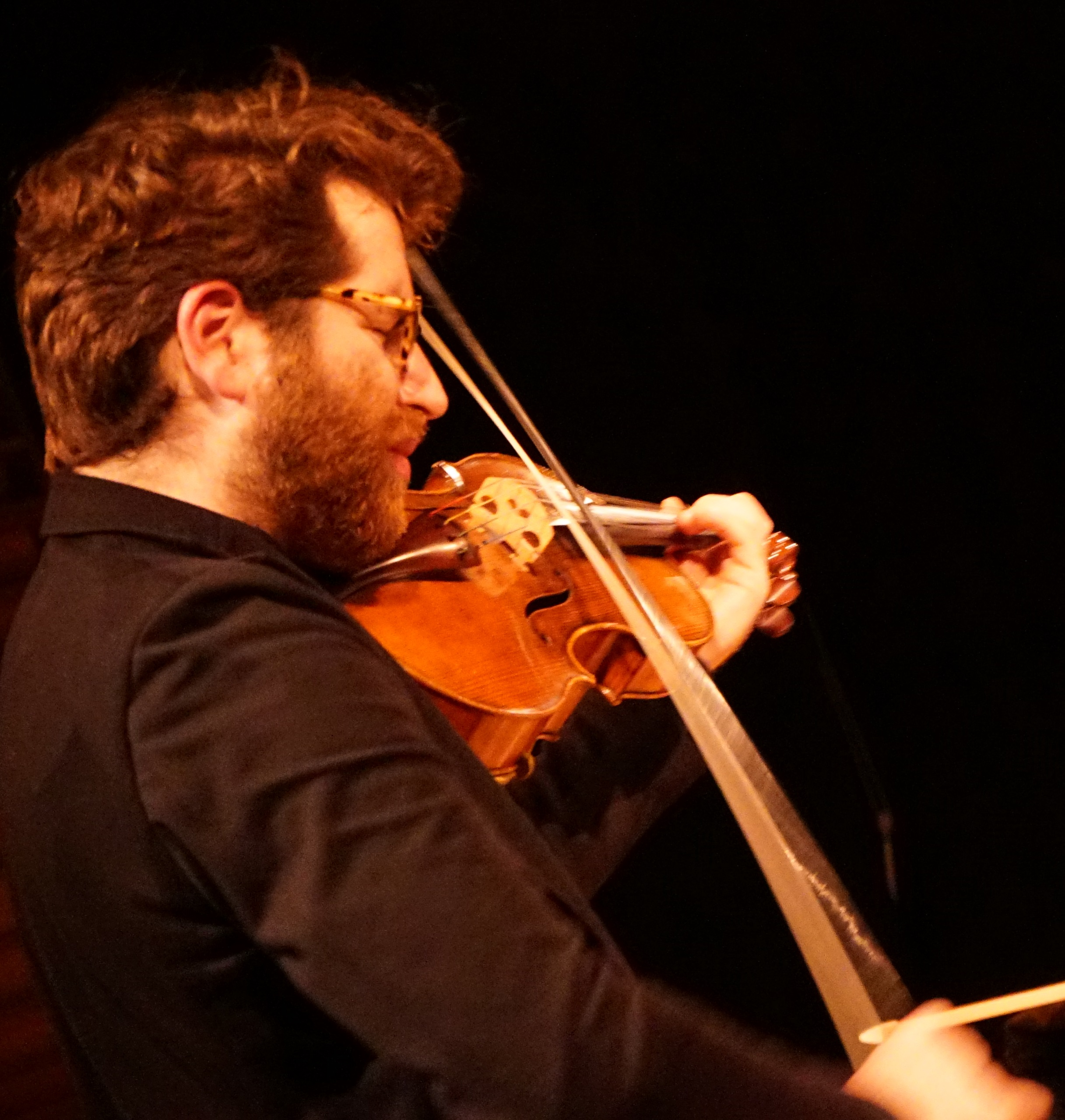
Théo Ceccaldi lors du projet Velvet Revolution en 2016.

Il compose et arrange pour le Grand Orchestre du Tricot, un répertoire de chansons de Lucienne Boyer, interprète des années folles, et participe également au ciné-concert Petite Moutarde aux côtés d’Alexandra Grimal, et dans le duo Danse de salon avec Roberto Negro.
En 2018, il se concentre sur le projet Freaks.
En 2019, il rend hommage à Django Reinhardt avec le Théo Ceccaldi Trio dans le projet Django.

## Récompenses
- 2014 : Révélation Française 2014 par Jazz Magazine[2]
- 2016 : Musicien français de l'année par Jazz Magazine[6]
- 2017 : Victoires du jazz dans la catégorie Révélation instrumentale de l'année - Artiste qui monte[7]
- Coup de cœur Jazz et Blues 2019 de l'Académie Charles-Cros avec Théo Ceccaldi Trio pour Django, annoncé le 14 janvier dans l’émission Open Jazz d’Alex Dutilh sur France Musique[8].

## Discographie
- 2012 : avec le Théo Ceccaldi Trio, Caroussel
- 2013 : avec le Théo Ceccaldi Trio et Joëlle Léandre, Can you smile?
- 2013 : avec Toons - Les 7 nains
- 2014 : avec Roberto Negro, Loving suite pour Birdy So
- 2014 : avec Roberto Negro, La Scala, Ayler Records
- 2014 : avec l'ONJ et Olivier Benoit, Europa Paris
- 2015 : avec l'ONJ et Olivier Benoit, Europa Berlin
- 2015 : avec le Quatuor iXi, Temps suspendus
- 2015 : Deux Maisons - For sale
- Théo Ceccaldi aux Rendez-vous de l'Erdre 2019 à Nantes, France2015 : Chamber 4 - Chamber 4

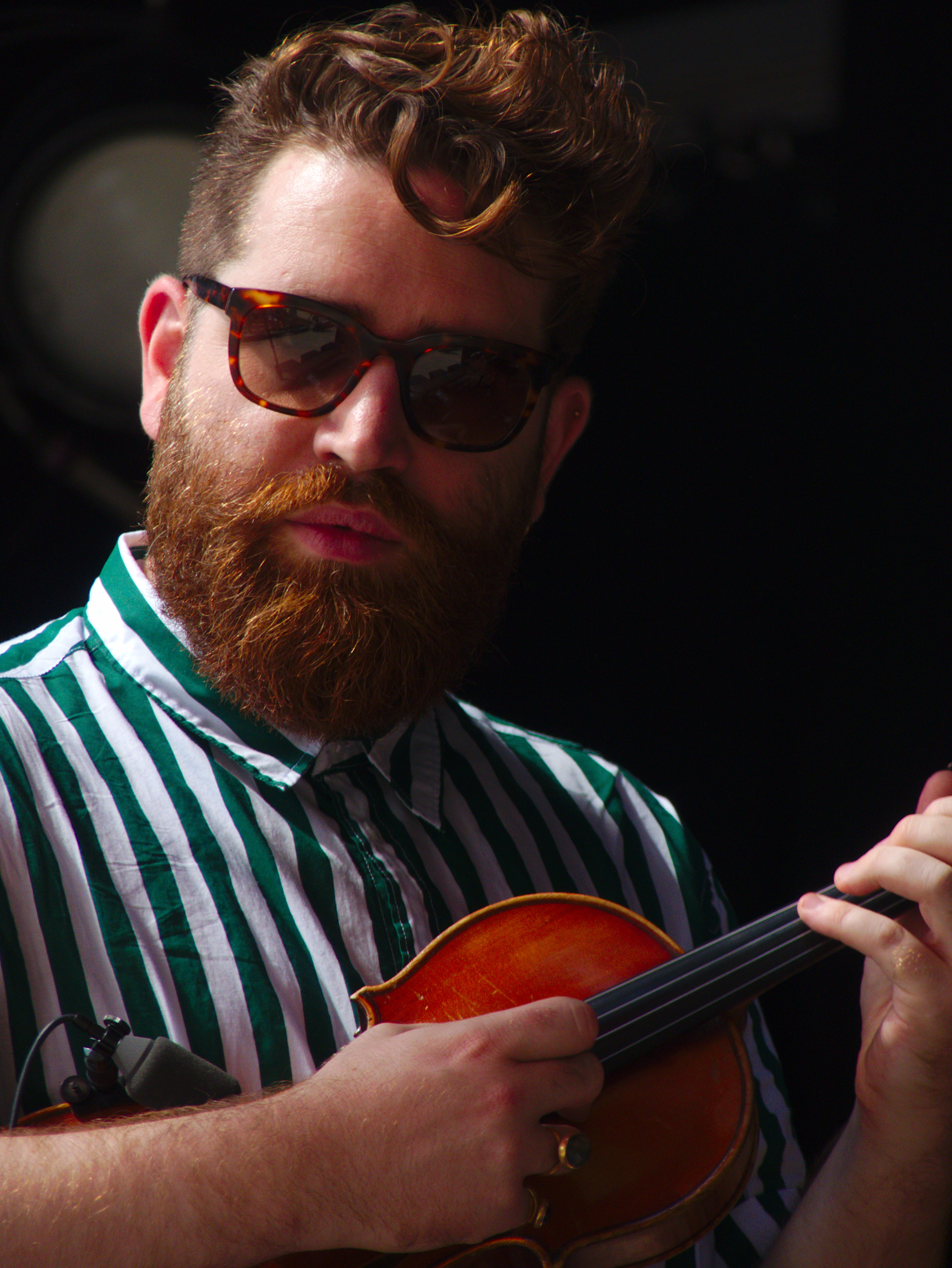
Théo Ceccaldi aux Rendez-vous de l'Erdre 2019 à Nantes, France

- 2015 : Théo Ceccaldi - Petite moutarde, ONJ Records
- 2016 : avec Sylvain Darrifourcq et Valentin Ceccaldi  IN LOVE WITH  - Axel erotic
- 2016 : avec le Joëlle Léandre tentet et Guillaume Aknine, Florent Stache, Jean-Brice Godet, Christiane Bopp, Jean-Luc Cappozzo, Séverine Morin, Alexandra Grimal, Valentin Ceccaldi, Can You Hear Me?
- 2016 : avec Joëlle Léandre, Elastic
- 2016 : avec Daniel Erdmann, Velvet Revolution, A short moment of Zero G
- 2016 : avec qÖÖlp, Live at Kesselhaus Berlin
- 2016 : Melanoia + Quatuor iXi - Red
- 2017 : Grand Orchestre du Tricot - Atomic Spoutnik
- 2017 : avec l'ONJ et Olivier Benoit, Europa Oslo
- 2017 : Chamber 4 - City of light
- 2017 : Grand Orchestre du Tricot - Tribute to Lucienne Boyer
- 2018 : Théo Ceccaldi FREAKS - Amanda Dakota
- 2018 : Hans Lüdemann TransEuropeExpress - PolyJazz
- 2018 : avec l'ONJ, Concert Anniversaire 30 Ans, Live à la Philharmonie de Paris
- 2018 : avec Joëlle Léandre, Strings Garden
- 2018 : avec Sylvain Darrifourcq et Valentin Ceccaldi  IN LOVE WITH - Coïtus Interruptus
- 2018 : Fred Pallem & Le Sacre du Tympan - L'Odyssée
- 2019 : avec Roberto Negro - Montevago
- 2019 : avec le Théo Ceccaldi Trio - Django